# Beercrocombe
Beercrocombe is een civil parish in het bestuurlijke gebied South Somerset, in het Engelse graafschap Somerset met 134 inwoners.

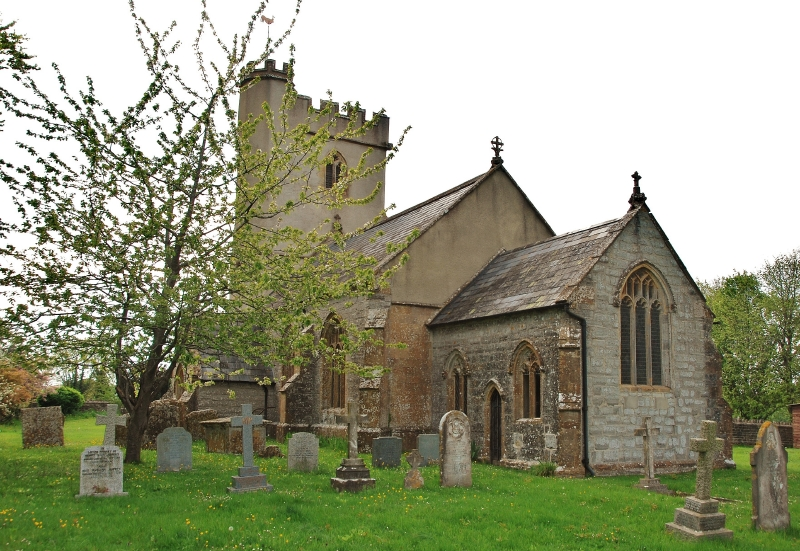
Kerk St. James